# David Assouline
Pour les articles homonymes, voir Assouline.
David Assouline, né le 16 juin 1959 à Sefrou (Maroc), est un homme politique et historien français, membre du Parti socialiste. Il est sénateur de Paris de 2004 à 2023.

## Biographie
David Assouline, né au Maroc dans une famille juive marocaine, est naturalisé français en 1973.
Il est le père de la réalisatrice et militante pour la paix Hanna Assouline.

### Formation et carrière d'historien
Titulaire d'une maîtrise d'histoire et du CAPES de la même discipline, il a enseigné à Paris au lycée Paul-Valéry, au lycée autogéré de Paris et au collège Pierre Mendes-France (20e arrondissement) et collège Jean-Baptiste Clément.
Historien spécialiste de l'Histoire de l'immigration, David Assouline est co-auteur de Notre Printemps en hiver (Éditions La Découverte,1987), de la trilogie Un siècle d’immigrations en France : De la mine au champ de bataille (1851-1918), De l’usine au Maquis (1918-1945), Du chantier à la citoyenneté (1945 à nos jours) (Éditions Syros. 1995-1997).
David Assouline a écrit et réalisé le film documentaire Entre Paradis perdu et Terre promise sur l’histoire des juifs du Maroc. (60 min, Mercredis de l’Histoire, Arte, 1997).
Auteur de plusieurs recherches, études et expositions sur la répression des Algériens en France pendant la guerre d’Algérie, il a publié un ouvrage collectif, avec notamment Mehdi Lallaoui, À propos d’octobre 1961 (Éditions ANM, 2001). David Assouline a été le premier à retrouver et faire publier les archives du parquet de Paris prouvant de façon irréfutable la mort de dizaines de militants du FLN algérien à la suite de la répression policière sous les ordres de Maurice Papon le 17 octobre 1961.

### Parcours politique

#### Militantisme à l'extrême gauche
Militant au lycée Jules-Uhry de Creil (Oise) dès 1976, David Assouline est élu à la "coordination lycéenne contre la réforme Haby", dominée par la Ligue communiste révolutionnaire (LCR). Au sein du mouvement lycéen, il s'oppose au courant animé par les militants du Mouvement Jeunes communistes de France (MJCF) qui sont pour l'essentiel regroupés dans l'Union nationale des comités d'action lycéens (UNCAL). Du point de vue politique, il rejoint les rangs trotskistes, en tant que militant d'abord, à l'Organisation communiste internationaliste (OCI). Exclu de l'OCI avec les militants qui vont former la Ligue ouvrière révolutionnaire (LOR), il en devient l'un des dirigeants.
Le bac en poche, il entre à l'université. Il va alors avoir une double activité militante : outre le syndicalisme en tant que tel, il s'engage dans la lutte contre l'extrême droite. À ce titre, il participe notamment à l'organisation, en 1983, de la marche « contre le racisme et pour l'Égalité des droits », dite « marche des beurs ». En 1986, son engagement étudiant atteint son paroxysme lors de la grève contre le projet de loi Devaquet. Élu parmi les porte-paroles de la coordination il devient l'une des figures du mouvement. C’est au congrès suivant du syndicat étudiant – dont l'adhésion lui avait été refusée en 1980 par Jean-Christophe Cambadélis – qu'en 1987, il intègre le bureau national de l'UNEF-ID.
Peu de temps après que la Ligue ouvrière révolutionnaire (LOR) a rejoint la Ligue communiste révolutionnaire (LCR), David Assouline devient l'un des animateurs de la campagne du candidat communiste dissident, Pierre Juquin, lors de l'élection présidentielle de 1988. Ce dernier se présente comme « le porte-drapeau d'un mouvement où cohabitent d'anciens membres du PCF, des trotskistes, des écologistes et des inorganisés »[citation nécessaire]. Il reçoit notamment le soutien de la LCR et du PSU, mais n'obtient finalement que 2,08 % des voix.
Ses études terminées, David Assouline devient professeur d'histoire et géographie (au lycée Paul-Valéry à Paris) mais reste un militant actif. Il se distingue notamment en s'investissant aux côtés de Bruno Langlois dans le mouvement « Faut pas décoder » contre la réforme du code de la nationalité en 1993, puis, en 1999, dans « Stop La Violence ».
Il adhère à la LCR en 1987, est candidat contre Alain Devaquet dans la 7e circonscription de Paris aux législatives de 1988, en 1989 mène une liste d'extrême-gauche, « le Paris de la commune » aux municipales dans le 20e arrondissement de Paris, où il obtient un peu plus de 2 % des voix.

#### Parti socialiste
En 1995, il intègre le Parti socialiste et devient directeur de la campagne des listes socialistes « Paris s'éveille en 1995 ». Il est alors élu au conseil municipal du 20e arrondissement et contribue à mettre en place des organes de démocratie directe, démocratie participative, les conseils de quartier. En 2001, il est élu conseiller de Paris et devient adjoint au maire de Paris chargé de la vie étudiante. Il démissionne de cette fonction en septembre 2004 lors de son élection au Sénat, mais reste cependant conseiller de Paris.
Au sein du Parti socialiste, il est secrétaire national chargé des questions de défense. Il est l'un des dirigeants du courant Nouveau Parti socialiste, issu de la sensibilité de Vincent Peillon (les trois autres sensibilités du NPS regroupant les partisans d'Arnaud Montebourg, de Benoît Hamon et ceux d'Henri Emmanuelli). En septembre 2006, il s'associe à l'appel lancé auprès des militants du NPS pour soutenir la candidature de Ségolène Royal à l'investiture interne du PS, dont il devient le mandataire parisien lors de la campagne interne de désignation.
Opposant au traité constitutionnel sur l'Europe (TCE) lors du référendum du 29 mai 2005, il soutient néanmoins la candidature de Ségolène Royal lors de l'élection présidentielle de 2007, où il est chargé des relations de la candidate avec les syndicats et les associations. Après la défaite, il reste proche de Ségolène Royal et tente à ses côtés de « refonder » le Parti socialiste.
Le 5 novembre 2007, il est l'un des signataires de l'appel publié dans Libération intitulé « Pourquoi les nonistes du PS votent oui au nouveau traité ». Il incite ainsi le PS à voter oui au traité de Lisbonne se substituant au TCE.
En juillet 2011, il intègre l'équipe de campagne de Martine Aubry pour l'élection présidentielle de 2012 où il est chargé de la thématique « Évènements et Initiatives ».
Benoît Hamon est nommé au gouvernement en mai 2012 et quitte le porte-parolat du Parti socialiste. David Assouline le remplace, d'abord avec Guillaume Bachelay et Charlotte Brun, puis seul à partir de juillet 2012. Depuis, d'autres porte-parole ont été nommés à ses côtés : Frédérique Espagnac, Eduardo Rihan Cypel et Laurence Rossignol. À la suite du changement de Premier secrétaire du Parti socialiste, David Assouline quitte le porte-parolat le 15 avril 2014.
En juin 2013, il propose une nouvelle taxe sur les ordinateurs et tablettes, afin de contrer le déclin du rapport de la redevance audiovisuelle.
David Assouline, est vice-président du Groupe d'amitié France-Israël au Sénat.
En novembre 2016, il est en compétition avec Daniel Vaillant pour la troisième place sur la liste pour les élections sénatoriales de septembre 2017.
En décembre 2016, il rejoint l'équipe de campagne de Vincent Peillon pour la primaire citoyenne de 2017 du Parti socialiste, chargé de la communication et des médias,. Il est ensuite chargé de la cellule « riposte » pour la campagne présidentielle de Benoît Hamon.
Pour les élections sénatoriales de 2017, troisième de la liste PS à Paris, il est réélu sénateur.

## Synthèses des fonctions
- Anciens Mandats locaux
  - Conseiller de Paris (de 2001 à 2014)
  - Conseiller municipal du 20e arrondissement de Paris

- Au sein du Parti socialiste
  - Premier secrétaire de la fédération de Paris de 2021 à 2023

## Décoration
- Ordre du Soleil Levant, Rayons d’Or et Argent[17]